# Marjorie Newell Robb
Marjorie Newell Robb, född 12 februari 1889 i Lexington, Massachusetts, död 11 juni 1992 i Fall River, Massachusetts, var en amerikansk kvinna som var överlevare av RMS Titanics förlisning 1912. Hon var med en livslängd på 103 år den överlevare som uppnådde näst högst ålder, och när hon dog 1992 var hon tillsammans med Ellen Shine den sista levande personen som var vuxen vid katastrofen.
Hon steg på Titanic i Cherbourg som förstaklasspassagerare tillsammans med sin far, affärs och bankmannen Arthur Newell och systern Madeleine Newell. Familjen hade precis avslutat en rundresa i Mellanöstern.
Efter Titanics kollision med ett isberg den 14 april vaknade systrarna, och fadern kom till deras hytt. Arthur eskorterade sina döttrar till båtdäcket. De såg på när en livbåt firades ner och Arthur hjälpte sedan systrarna ner i livbåt 6. Han backade sedan undan och stannade kvar ombord. Från livbåten såg Marjorie hur fartyget först sjönk långsamt, men sedan gick allt mycket fort för att sluta i ett starkt mullrande. Arthur dog i katastrofen. Fartyget CS Mackay-Bennett återfann hans kropp i Atlanten några veckor senare. Många av hans värdesaker, bland annat en guldklocka och ringar fanns fortfarande kvar på honom.
Marjorie kom senare att arbeta som fiol och pianolärare. Först sent i livet, efter att modern och systern gått bort, började hon på allvar tala om sina upplevelser ombord på Titanic. Hon engagerade sig också vid flera tillfällen i aktiviteter med Titanic Historical Society.

## Länkar
- Marjorie Newell Robb på Encyclopedia Titanica
- Arthur Newell på Encyclopedia Titanica